# فهرست سیارک‌های استثنائی
فهرست سیارک‌های استثنائی فهرست زیر مجموعه‌ای از سیارک‌های سامانه خورشیدی است که از جهاتی ویژگی‌های مخصوص به خود را دارند، مانند اندازه آنها یا مدارشان. در این مقاله، «سیارک» به سیاره‌های کوچکی در مدار نپتون گفته می‌شود و شامل سیاره کوتوله سرس، تروجان‌های مشتری و ریزسیاره‌ها می‌شود، اما نه اجرام فرا نپتونی (اجرام در کمربند کویپر)، دیسک پراکنده یا ابر اورت داخلی). برای فهرست کامل سیاره‌های کوچک به ترتیب عددی فهرست سیارک‌ها را ببینید.
به سیارک‌ها شماره‌های ریزسیاره داده می‌شود، اما همهٔ ریزسیاره‌ها سیارک نیستند. شماره‌های «ریزسیاره‌ای» به اجرام کمربند کویپر نیز داده می‌شود که مانند کمربند سیارک‌ها، اما دورتر (حدود ۳۰ تا ۶۰ واحد نجومی فراتر) هستند، در حالی که سیارک‌ها عمدتاً بین ۲ تا ۳ واحد نجومی از خورشید یا در مدار مشتری ۵ واحد نجومی از خورشید فاصله دارند. همچنین، دنباله‌دارها معمولاً شامل شمارهٔ «ریزسیاره‌ای» نمی‌شوند و قواعد نام‌گذاری ویژهٔ خود را دارند.
سیارک‌ها پس از مشخص شدن دقیق مدارشان، یک شمارهٔ شناسایی متوالی منحصر به فرد دریافت می‌کنند. پیش از این، آنها فقط با نام سیستماتیک یا نامگذاری موقت خود مانند 1950 DA شناخته می‌شدند.
| نام                                                                  |                                                                      | قطر (کیلومتر) (میانگین هندسی)                                        | ابعاد (کیلومتر)                                                      | میانگین فاصله از خورشید (در یکای نجومی) | تاریخ کشف                                            | کاشف                                                 | کلاس                                                 |                                                      |
| -------------------------------------------------------------------- | -------------------------------------------------------------------- | -------------------------------------------------------------------- | -------------------------------------------------------------------- | --------------------------------------- | ---------------------------------------------------- | ---------------------------------------------------- | ---------------------------------------------------- | ---------------------------------------------------- |
| ۱ سرس                                                                |                                                                      | ۹۳۹٫۴±۰٫۲                                                            | ۹۶۴٫۴ × ۹۶۴٫۲ × ۸۹۱٫۸                                                | ۲٫۷۶۶                                   | ۱ ژانویه ۱۸۰۱                                        | جوزپه پیاتسی                                         | G                                                    |                                                      |
| ۴ وستا                                                               |                                                                      | ۵۲۵٫۴±۰٫۲                                                            | ۵۷۲٫۶ × ۵۵۷٫۲ × ۴۴۶٫۴ ± 0.2                                          | ۲.۳۶۲                                   | ۲۹ مارس ۱۸۰۷                                         | البرس, H. W.                                         | V                                                    |                                                      |
| 2 Pallas                                                             |                                                                      | ۵۱۱±۴                                                                | ۵۶۸×۵۳۰×450                                                          | ۲.۷۷۳                                   | ۲۸ مارس ۱۸۰۲                                         | Olbers, H. W.                                        | B                                                    |                                                      |
| 10 Hygiea                                                            |                                                                      | ۴۳۳±۸                                                                | ۴۵۰×۴۳۰×424                                                          | 3.139                                   | ۱۲ آوریل ۱۸۴۹                                        | de Gasparis, A.                                      | C                                                    |                                                      |
| 704 Interamnia                                                       |                                                                      | ۳۳۲±۵                                                                | ۳۶۲×۳۴۸×310                                                          | 3.062                                   | ۲ اکتبر ۱۹۱۰                                         | Cerulli, V.                                          | F                                                    |                                                      |
| 52 Europa                                                            |                                                                      | ۳۱۹±۴                                                                | ۳۷۸×۳۳۶×255                                                          | 3.095                                   | ۴ فوریه ۱۸۵۸                                         | Goldschmidt, H.                                      | C                                                    |                                                      |
| 511 Davida                                                           |                                                                      | ۲۹۸±۴                                                                | ۳۵۹×۲۹۳×253                                                          | 3.168                                   | ۳۰ مه ۱۹۰۳                                           | Dugan, R. S.                                         | C                                                    |                                                      |
| 87 Sylvia                                                            |                                                                      | ۲۷۱±۵                                                                | ۳۶۳×۲۴۹×۱۹۱ or ۳۷۴×۲۴۸×194                                           | 3.485                                   | ۱۶ مه ۱۸۶۶                                           | Pogson, N. R.                                        | X                                                    |                                                      |
| 15 Eunomia                                                           |                                                                      | ۲۷۰±۳                                                                | ۳۵۷×۲۵۵×212                                                          | 2.643                                   | ۲۹ ژوئیه ۱۸۵۱                                        | de Gasparis, A.                                      | S                                                    |                                                      |
| 31 Euphrosyne                                                        |                                                                      | ۲۶۸±۴                                                                | ۲۹۴×۲۸۰×248                                                          | 3.149                                   | ۱ سپتامبر ۱۸۵۴                                       | Ferguson, J.                                         | C                                                    |                                                      |
| 65 Cybele                                                            |                                                                      | ۲۶۳±۳                                                                | ۲۹۷ × ۲۹۱ × ۲۱۳                                                      | 3.439                                   | ۸ مارس ۱۸۶۱                                          | Tempel, E. W.                                        | C                                                    |                                                      |
| 624 Hektor                                                           |                                                                      | ۲۵۶±۱۲ (if bilobe)                                                   | ۴۰۳ × 201                                                            | 5.235                                   | ۱۰ فوریه ۱۹۰۷                                        | Kopff, A.                                            | D                                                    |                                                      |
| 3 Juno                                                               |                                                                      | ۲۵۴±۲                                                                | ۲۸۸×۲۵۰×225                                                          | 2.672                                   | ۱ سپتامبر ۱۸۰۴                                       | Harding, K. L.                                       | S                                                    |                                                      |
| 451 Patientia                                                        |                                                                      | ۲۵۴±۳                                                                |                                                                      | 3.059                                   | ۴ دسامبر ۱۸۹۹                                        | Charlois, A.                                         |                                                      |                                                      |
| 107 Camilla                                                          |                                                                      | ۲۵۴±۱۲                                                               |                                                                      | 3.476                                   | ۱۷ نوامبر ۱۸۶۸                                       | Pogson, N. R.                                        | C                                                    |                                                      |
| 324 Bamberga                                                         |                                                                      | ۲۲۷±۳                                                                | ۲۳۴×۲۲۴×225                                                          | 2.684                                   | ۲۵ فوریه ۱۸۹۲                                        | Palisa, J.                                           | C                                                    |                                                      |
| 16 Psyche                                                            |                                                                      | ۲۲۳±۳                                                                | ۲۷۹×۲۳۲×۱۸۹ ± 10%                                                    | 2.924                                   | ۱۷ مارس ۱۸۵۲                                         | de Gasparis, A.                                      | M                                                    |                                                      |
| 88 Thisbe                                                            |                                                                      | ۲۱۸±۳                                                                | ۲۵۵×۲۳۲×193                                                          | 2.769                                   | ۱۵ ژوئن ۱۸۶۶                                         | Peters, C. H. F.                                     | B                                                    |                                                      |
| 48 Doris                                                             |                                                                      | ۲۱۵±۳                                                                | ۲۵۷×۲۱۱×185                                                          | 3.108                                   | ۱۹ سپتامبر ۱۸۵۷                                      | Goldschmidt, H.                                      | C                                                    |                                                      |
| 19 Fortuna                                                           |                                                                      | ۲۱۱±۲                                                                | ۲۲۵×۲۰۵×195                                                          | 2.442                                   | ۲۲ اوت ۱۸۵۲                                          | Hind, J. R.                                          | G                                                    |                                                      |
| 121 Hermione                                                         |                                                                      | ۲۰۹±۵?                                                               |                                                                      | 3.457                                   | ۱۲ مه ۱۸۷۲                                           | Watson, J. C.                                        | C                                                    |                                                      |
| 24 Themis                                                            |                                                                      | ۲۰۸±۳                                                                | ۲۳۲×۲۲۰×176                                                          | 3.136                                   | ۵ آوریل ۱۸۵۳                                         | de Gasparis, A.                                      | C                                                    |                                                      |
| 94 Aurora                                                            |                                                                      | ۲۰۵±۴ ? (< 200 km)                                                   | ۲۲۵×173                                                              | 3.160                                   | ۶ سپتامبر ۱۸۶۷                                       | Watson, J. C.                                        | C                                                    |                                                      |
| 29 Amphitrite                                                        |                                                                      | ۲۰۴±۲                                                                | ۲۲۲×۲۰۹×183                                                          | 2.554                                   | ۱ مارس ۱۸۵۴                                          | Marth, A.                                            | S                                                    |                                                      |
| 13 Egeria                                                            |                                                                      | ۲۰۲±۳                                                                | ۲۳۸×۱۹۹×182                                                          | 2.576                                   | ۲ نوامبر ۱۸۵۰                                        | de Gasparis, A.                                      | G                                                    |                                                      |
| 130 Elektra                                                          |                                                                      | ۱۹۹±۲                                                                | ۲۶۲×۲۰۵×164                                                          | 3.127                                   | ۱۷ فوریه ۱۸۷۳                                        | C. H. F. Peters                                      | C                                                    |                                                      |
| 7 Iris                                                               |                                                                      | ۱۹۹±۱۰                                                               | ۲۶۸×۲۳۴×180                                                          | 2.386                                   | ۱۳ اوت ۱۸۴۷                                          | Hind, J. R.                                          | S                                                    |                                                      |
| 6 Hebe                                                               |                                                                      | ۱۹۵±۳                                                                | 205x185x170                                                          | 2.426                                   | ۱ ژوئیه ۱۸۴۷                                         | Hencke, K. L.                                        | S                                                    |                                                      |
| 375 Ursula                                                           |                                                                      | ۱۹۲±۴                                                                |                                                                      | 3.126                                   | ۱۸ سپتامبر ۱۸۹۳                                      | Charlois, A.                                         | C                                                    |                                                      |
| 702 Alauda                                                           |                                                                      | ۱۹۱±۲                                                                |                                                                      | 3.195                                   | ۱۶ ژوئیه ۱۹۱۰                                        | Helffrich, J.                                        | C/B                                                  |                                                      |
| 45 Eugenia                                                           |                                                                      | ۱۸۸±۲                                                                | ۲۵۲×۱۹۱×138                                                          | 2.720                                   | ۲۷ ژوئن ۱۸۵۷                                         | Goldschmidt, H.                                      | F                                                    |                                                      |
| 41 Daphne                                                            |                                                                      | ۱۸۷±۱۳                                                               | ۲۳۵×۱۸۳×153                                                          | 2.765                                   | ۲۲ مه ۱۸۵۶                                           | Goldschmidt, H.                                      | C                                                    |                                                      |
| 423 Diotima                                                          |                                                                      | ۱۷۶±۴                                                                |                                                                      | 3.065                                   | ۷ دسامبر ۱۸۹۶                                        | Charlois, A.                                         | C                                                    |                                                      |
| 259 Aletheia                                                         |                                                                      | ۱۷۴±۱                                                                |                                                                      | 3.135                                   | ۲۸ ژوئن ۱۸۸۶                                         | Peters, C. H. F.                                     | C/P/X                                                |                                                      |
| 372 Palma                                                            |                                                                      | ۱۷۴±۳                                                                |                                                                      | 3.149                                   | ۱۹ اوت ۱۸۹۳                                          | Charlois, A.                                         | B                                                    |                                                      |
| 9 Metis                                                              |                                                                      | ۱۷۳±۲                                                                | ۲۲۲×۱۸۲×130                                                          | 2.385                                   | ۲۵ آوریل ۱۸۴۸                                        | Graham, A.                                           | S                                                    |                                                      |
| 532 Herculina                                                        |                                                                      | ۱۶۸±۱                                                                |                                                                      | 2.772                                   | ۲۰ آوریل ۱۹۰۴                                        | Wolf, M.                                             | S                                                    |                                                      |
| 354 Eleonora                                                         |                                                                      | ۱۶۵±۳                                                                | ۱۹۱×۱۶۲×144                                                          | 2.798                                   | ۱۷ ژانویه ۱۸۹۳                                       | Auguste Charlois                                     | S                                                    |                                                      |
| 128 Nemesis                                                          |                                                                      | ۱۶۳±۵                                                                | ۱۷۸×۱۶۳×147                                                          | 2.751                                   | ۲۵ نوامبر ۱۸۷۲                                       | Watson, J. C.                                        | C                                                    |                                                      |
| (4:1 resonance) [sort by 'Mean Distance from Sun' to place in table] | (4:1 resonance) [sort by 'Mean Distance from Sun' to place in table] | (4:1 resonance) [sort by 'Mean Distance from Sun' to place in table] | (4:1 resonance) [sort by 'Mean Distance from Sun' to place in table] | ۲٫۰۶                                    | (defines inner edge of main belt)                    | (defines inner edge of main belt)                    | (defines inner edge of main belt)                    | (defines inner edge of main belt)                    |
| (3:1 resonance)                                                      | (3:1 resonance)                                                      | (3:1 resonance)                                                      | (3:1 resonance)                                                      | ۲٫۵۰                                    | (separates inner from middle belt)                   | (separates inner from middle belt)                   | (separates inner from middle belt)                   | (separates inner from middle belt)                   |
| (5:2 resonance)                                                      | (5:2 resonance)                                                      | (5:2 resonance)                                                      | (5:2 resonance)                                                      | ۲٫۸۲                                    | (separates middle from outer belt)                   | (separates middle from outer belt)                   | (separates middle from outer belt)                   | (separates middle from outer belt)                   |
| (7:3 resonance)                                                      | (7:3 resonance)                                                      | (7:3 resonance)                                                      | (7:3 resonance)                                                      | ۲٫۹۵                                    |                                                      |                                                      |                                                      |                                                      |
| (2:1 resonance)                                                      | (2:1 resonance)                                                      | (2:1 resonance)                                                      | (2:1 resonance)                                                      | ۳٫۲۷                                    | (defines outermost belt)                             | (defines outermost belt)                             | (defines outermost belt)                             | (defines outermost belt)                             |
| (1:1 resonance)                                                      | (1:1 resonance)                                                      | (1:1 resonance)                                                      | (1:1 resonance)                                                      | ۵٫۲۰                                    | (Trojan asteroids – defines outer edge of main belt) | (Trojan asteroids – defines outer edge of main belt) | (Trojan asteroids – defines outer edge of main belt) | (Trojan asteroids – defines outer edge of main belt) |

## ویژگی‌های فیزیکی

### با بزرگ‌ترین قطر
تخمین اندازهٔ ریزسیاره‌ها از راه مشاهده به دلیل داشتن شکل‌های نامنظمی که دارند و قطر زاویه‌ای کوچک دید دشوار است. مشاهداتی که تلسکوپ بسیار بزرگ در مورد بسیاری از ریزسیاره‌ها انجام داد در سال‌های ۲۰۱۹–۲۰۲۱   منتشر شد.
تعداد این پیکرهای آسمانی به سرعت در حال افزایش است در حالی که اندازه‌ها کاهش می‌یابند. براساس داده‌های ایراس، حدود ۱۴۰ اثر ریزسیاره‌ها با قطر بیشتر از ۱۲۰ کیلومتر وجود دارد که تقریباً نقطه ی گذار بین ریزسیاره‌های اولیه و قطعاتی از آنها است. برای یک لیست کامل، فهرست اجرام منظومه شمسی بر پایه اندازه را با اندازهٔ آنها ببینید.
کمربند سیارک داخلی (که به عنوان فضای داخلی منطقه به شکل ۳: ۱ kirkwood در ۲٫۵۰ است) تعداد کمی از ریزسیاره‌ها را تشکیل می‌دهد. از آن‌هایی که در لیست بالا هستند، تنها ۴ وستا، ۱۹ فورتونا، ۶ hebe، ۷ آیریس و ۹ متیس در آنجا قرار دارند. (جدول مرتب‌سازی براساس متوسط فاصله)
با کاهش اندازه، تعداد اجسام به سرعت افزایش می‌یابد. بر اساس داده‌های IRAS حدود ۱۴۰ سیارک کمربند اصلی با قطر بیشتر از ۱۲۰ کیلومتر وجود دارد که تقریباً نقطه گذار بین سیارک‌های اولیه بازمانده و قطعات آن است. برای فهرست کامل‌تر، به فهرست اجرام منظومه شمسی بر اساس اندازه مراجعه شود.
کمربند سیارکی درونی (که به عنوان قسمت داخلی منطقه به شکاف کرکوود ۳:۱ در 2.50 AU تعریف می‌شود) تعداد کمی سیارک بزرگ دارد. از میان آنهایی که در فهرست بالا قرار دارند، تنها ۴ وستا، ۱۹ فروند فورتونا، ۶ هبه، ۷ عنبیه و ۹ متیس در آنجا می‌چرخند. (جدول را بر اساس فاصله مرتب کنید)
عظیم‌ترین
در زیر شانزده سیارک بزرگ اندازه‌گیری شده را مشاهده می‌کنید.  سرس، با یک سوم جرم تخمینی کمربند سیارکی، دوباره نصف جرم ۱۵ سیارک بعدی است. جرم سیارک‌ها از آشفتگی‌هایی که در مدار سایر سیارک‌ها ایجاد می‌کنند، تخمین زده می‌شود، به استثنای سیارک‌هایی که توسط فضاپیماها بازدید شده‌اند یا یک قمر قابل مشاهده دارند، که در آن‌ها امکان محاسبه مستقیم جرم وجود دارد. مجموعه‌های مختلف مشاهدات نجومی منجر به تعیین جرم‌های مختلف می‌شود. بزرگ‌ترین مشکل در نظر گرفتن اغتشاشات کل ناشی از تمام سیارک‌های کوچکتر است.
Baer, James; Steven R. Chesley (2008). "Astrometric masses of 21 asteroids, and an integrated asteroid ephemeris". Celestial Mechanics and Dynamical Astronomy. Springer Science+Business Media. 100 (2008): 27–42. Bibcode:2008CeMDA.100...27B. doi:10.1007/s10569-007-9103-8.</ref>
| Name           | Mass (‎×۱۰۱۸ kg) | Precision                 | Approx. proportion of all asteroids |
| -------------- | --------------- | ------------------------- | ----------------------------------- |
| ۱ سرس          | ۹۳۸٫۳۵          | ۰٫۰۰۱٪ (۹۳۸٫۳۴–۹۳۸٫۳۶)    | ۳۹٪                                 |
| ۴ وستا         | ۲۵۹٫۰۷۶         | ۰٫۰۰۰۴٪ (۲۵۹٫۰۷۵–۲۵۹٫۰۷۷) | ۱۰٫۸٪                               |
| ۲ پالاس        | ۲۰۴             | ۱٫۵٪ (۲۰۱–۲۰۷)            | ۸٫۵٪                                |
| 10 Hygiea      | ۸۷              | ۸٪ (۸۰–۹۴)                | ۳٫۶٪                                |
| ۷۰۴ اینترامنیا | ۳۵              | ۱۴٪ (۳۰–۴۰)               | ۱٫۵٪                                |
| ۱۵ یونومیا     | ۳۰              | ۶٪ (۲۹–۳۲)                | ۱٫۳٪                                |
| ۳ جونو         | ۲۷              | ۹٪ (۲۵–۲۹)                | ۱٫۱٪                                |
| 511 Davida     | ۲۷              | ۲۷٪ (۱۹–۳۴)               | ۱٫۱٪                                |
| ۵۲ اروپا       | ۲۴              | ۱۶٪ (۲۰–۲۸)               | ۱٫۰٪                                |
| 16 Psyche      | ۲۳              | ۱۳٪ (۲۰–۲۶)               | ۱٫۰٪                                |
| ۵۳۲ هرکولینا   | ≈ ۲۳            | ?                         | ≈ ۱٪                                |
| ۳۱ افروسین     | ۱۷              | ۱۸٪ (۱۴–۱۹)               | ۰٫۷٪                                |
| ۶۵ سیبل        | ۱۵              | ۱۲٪ (۱۳–۱۷)               | ۰٫۶٪                                |
| 87 Sylvia      | 14.76           | 0.4% (14.70–14.82)        | ۰٫۶٪                                |
| ۷ ایریس        | ۱۴              | ۱۷٪ (۱۱–۱۶)               | ۰٫۶٪                                |
| 29 Amphitrite  | ۱۳              | ۱۶٪ (۱۱–۱۵)               | ۰٫۵٪                                |
| ۶ هبه          | ۱۲              | ۲۰٪ (۱۰–۱۵)               | ۰٫۵٪                                |
| 88 Thisbe      | ۱۲              | ۲۰٪ (۹–۱۴)                | ۰٫۵٪                                |
| ۱۰۷ کامیلا     | 11.2            | 1% (11.1–11.3)            | ۰٫۵٪                                |
| ۳۲۴ بامبرگا    | ۱۰              | ۹٪ (۹–۱۱)                 | ۰٫۴٪                                |
| Total          | 1781            | NA                        | ۷۴٪                                 |

The proportions assume that the total mass of the asteroid belt is ۲٫۳۹×۱۰۲۱ kg, or (۱۲٫۴±۱٫۰)×۱۰−۱۰ M☉. 

### درخشان‌ترین از زمین
تنها وستا به‌طور منظم به آن اندازه روشن است که با چشم غیرمسلح دیده شود. در شرایط دید ایدئال با آسمان بسیار تاریک، یک چشم تیزبین ممکن است بتواند سرس و همچنین پالاس و زنبق را در تقابل‌های نادر پیرامونی آنها ببیند. سیارک‌های زیر همگی می‌توانند به قدر ظاهری روشن‌تر یا برابر با ۸٫۳+ که قمر زحل تیتان در درخشان‌ترین حالت خود به دست آورد، که ۱۴۵ سال از پیدا شدن نخستین سیارک به دلیل نزدیک بودن به زحل به راحتی مشاهده شد، کشف شد.
هیچ‌یک از سیارک‌ها در قسمت بیرونی کمربند سیارک‌ها هرگز نمی‌توانند به این درخشندگی دست یابند. حتی Hygiea و Interamnia به ندرت به قدر بالاتر از ۱۰٫۰ می‌رسند. این به دلیل توزیع متفاوت انواع طیفی در بخش‌های مختلف کمربند سیارک‌ها است: سیارک‌های دارای بالاترین آلبدو همگی نزدیک‌تر به مدار مریخ متمرکز شده‌اند و انواع C و D بسیار پایین‌تر در کمربند بیرونی رایج هستند.
آن سیارک‌هایی که دارای گریز از مرکز بسیار بالا هستند، به ندرت به حداکثر قدر خود می‌رسند، زمانی که حضیض آن‌ها بسیار نزدیک به پیوند خورشیدمرکزی با زمین باشد، یا (در مورد ۹۹۹۴۲ آپوفیس Apophis، (152680) 1998 KJ ۹، (۱۵۳۸۱۴، و W34، 259) roid از نزدیکی زمین عبور می‌کند.
| سیارک             | Magnitude زمانی که درخشان‌ترین | Semi- major axis (AU) | Eccentricity مدار | قطر (کیلومتر) | سال کشف |
| ----------------- | ----------------------------- | --------------------- | ----------------- | ------------- | ------- |
| ۹۹۹۴۲ اپوفیس      | 3.4*                          | ۰٫۹۲۲                 | ۰٫۱۹۱             | ۰٫۳۲          | ۲۰۰۴    |
| ۴ وستا            | ۵٫۲۰                          | ۲٫۳۶۱                 | ۰٫۰۸۹۱۷۲          | ۵۲۹           | ۱۸۰۷    |
| ۲ پالاس           | ۶٫۴۹                          | ۲٫۷۷۳                 | ۰٫۲۳۰۷۲۵          | ۵۴۴           | ۱۸۰۲    |
| ۱ سرس             | ۶٫۶۵                          | ۲٫۷۶۶                 | ۰٫۰۷۹۹۰۵          | ۹۵۲           | ۱۸۰۱    |
| ۷ ایریس           | ۶٫۷۳                          | ۲٫۳۸۵                 | ۰٫۲۳۱۴۲۲          | ۲۰۰           | ۱۸۴۷    |
| ۴۳۳ اروس          | ۶٫۸                           | ۱٫۴۵۸                 | ۰٫۲۲۲۷۲۵          | ۳۴ × ۱۱ × ۱۱  | ۱۸۹۸    |
| (153814) 2001 WN5 | ۶٫۸۵                          | ۱٫۷۱۱                 | ۰٫۴۶۷۲۰۷          | ۰٫۹۳          | ۲۰۰۱    |
| ۳۶۷۹۴۳ دونده      | ۷٫۰۴                          | ۰٫۹۱۰                 | ۰٫۰۸۹۳۱۹          | ۰٫۰۴ × ۰٫۰۲   | ۲۰۱۲    |
| ۶ هبه             | ۷٫۵                           | ۲٫۴۲۵                 | ۰٫۲۰۱۷۲۶          | ۱۸۶           | ۱۸۴۷    |
| ۳ جونو            | ۷٫۵                           | ۲٫۶۶۸                 | ۰٫۲۵۸۱۹۴          | ۲۳۳           | ۱۸۰۴    |
| 18 Melpomene      | ۷٫۵                           | ۲٫۲۹۶                 | ۰٫۲۱۸۷۰۸          | ۱۴۱           | ۱۸۵۲    |
| (152680) 1998 KJ9 | ۷٫۷۴                          | ۱٫۴۴۸                 | ۰٫۶۳۹۷۷۰          | ۰٫۵           | ۱۹۹۸    |
| ۱۵ یونومیا        | ۷٫۹                           | ۲٫۶۴۳                 | ۰٫۱۸۷۱۸۱          | ۲۶۸           | ۱۸۵۱    |
| ۸ فلورا           | ۷٫۹                           | ۲٫۲۰۲                 | ۰٫۱۵۶۲۰۷          | ۱۲۸           | ۱۸۴۷    |
| ۳۲۴ بامبرگا       | ۸٫۰                           | ۲٫۶۸۲                 | ۰٫۳۳۸۲۵۲          | ۲۲۹           | ۱۸۹۲    |
| ۱۰۳۶ گانیمد       | ۸٫۱                           | ۲٫۶۶۵۷                | ۰٫۵۳۳۷۱۰          | ۳۲            | ۱۹۲۴    |
| ۹ متیس            | ۸٫۱                           | ۲٫۳۸۷                 | ۰٫۱۲۱۴۴۱          | ۱۹۰           | ۱۸۴۸    |
| ۱۹۲ ناوسیکا       | ۸٫۲                           | ۲٫۴۰۴                 | ۰٫۲۴۶۲۱۶          | ۱۰۳           | ۱۸۷۹    |
| ۲۰ ماسالیا        | ۸٫۳                           | ۲٫۴۰۹                 | ۰٫۱۴۲۸۸۰          | ۱۴۵           | ۱۸۵۲    |

* Apophis will only achieve that brightness on April 13, 2029. It typically has an apparent magnitude of 20–22.